# Béchir Laribi
Pour les articles homonymes, voir Laribi.
Béchir Laribi (arabe : البشير العريبي), né en 1923 à Tunis et mort le 10 mai 2018 à Tunis, est un poète tunisien.
Il est en particulier connu pour avoir écrit Libye, Libye, Libye, l'hymne national de la Libye.